# Ocnița (Camenca)
Ocniţa (in russo Окница)  è un comune della Moldavia controllato dalla autoproclamata repubblica di Transnistria. È compreso nel distretto di Camenca ed ha 815 abitanti al censimento del 2004